# 罗德尼·巴克斯特
罗德尼·詹姆斯·巴克斯特，FRS FAA（英語：Rodney James Baxter，1940年2月8日—），出生于英国伦敦，澳大利亚物理学家，研究领域为统计力学。

## 奖项和荣誉
- 澳大利亚科学院Pawsey奖章，1975年
- IUPAP玻尔兹曼奖章，1980年
- 澳大利亚科学院托马斯·兰肯·莱尔奖，1983年
- 美国物理协会丹尼·海涅曼数学物理奖，1987年
- 澳大利亚物理研究所/英国物理学会Harrie Massey 奖章和奖金，1994年
- 澳大利亚科学院院士，1977年
- 皇家学会会士，1982年
- 澳大利亚政府世纪奖章，2003年
- 美国物理协会拉斯·昂萨格奖，2006年
- 皇家奖章，2013年

## 出版物
- Baxter, Rodney J.,  (PDF), London: Academic Press Inc. [Harcourt Brace Jovanovich Publishers], 1982  [2018-04-26], ISBN 978-0-12-083180-7, MR 0690578, Zbl 0538.60093, （原始内容 (PDF)存档于2021-04-14）